# Bekri Mustafa Pascià
Bekri Mustafa Pascià letteralmente: "Mustafa Pascià l'ubriacone", conosciuto anche con l'epiteto di Tekirdağlı Mustafa Pascià (originario di Tekirdağ) (Tekirdağ, ... – Malkara, gennaio 1690) è stato un politico e militare ottomano.
Fu un gran visir ottomano durante la Guerra austro-turca.
Era un membro del corpo dei giannizzeri dell'esercito ottomano. Nel 1679 fu promosso Agha dei giannizzeri (comandante). Due anni dopo, gli fu dato il titolo di visir. A partire dal 1683, l'Impero Ottomano entrò in una lunga e disastrosa guerra chiamata Grande Guerra Turca o Guerra austro-turca (1683-1699). Dopo l'esecuzione di Kara İbrahim Pascià nel 1683 a causa del suo fallimento militare, altri pascià furono nominati gran visir in rapida successione. 
Bekri Mustafa è stato il quarto gran visir dopo İbrahim Pascià. Successe ad Ayaşlı İsmail Pascià il 30 maggio 1688 durante il regno di Solimano II (regnò dal 1687 al 1691). Il primo problema che dovette risolvere fu una ribellione, che mirava a reinserire l'ex sultano Mehmet IV (1648-1687). Con il sostegno dei giannizzeri,  sconfisse i ribelli. Secondo lo storico Nicolae Iorga, 6.000 persone persero la vita durante gli scontri tra l'esercito del gran visir e i ribelli. 
Tuttavia, Bekri Mustafa Pascià non ebbe successo contro l'avanzata dell'esercito del Sacro Romano Impero, e fu pesantemente criticato per essere disattento agli affari di stato. Sebbene Solimano II inizialmente sostenne il suo gran visir dopo una serie di sconfitte nell'autunno del 1689, fu licenziato il 7 novembre 1689 e fu esiliato a Malkara (vicino a Tekirdag), dove morì nel gennaio 1690.